# Bankfalu
A Bankfalu Kiskunfélegyháza északkeleti részén lévő városrész. Külterület volt, amikor 1910 és 1930 között az első épületek megépültek itt, ekkor még csak az Alpári úttal együtt hat utcából állt. Később az Alpári utat átnevezték Róna utcára, hogy a zavaró névkettősséget megszüntessék. Az első itt kialakult utcák úgy kaptak nevet, hogy régi utcanévtáblákat használtak fel (Zsinór utca). A betelepülő városrészben az új utcák kivétel nélkül új nevet kaptak, kerülték a személyekről történő névadást (Pipacs utca, Sarló utca, Szélmalom utca stb). Az egyetlen kivétel a Béla király utca lett; IV. Béla emlékére, aki a kunokat betelepítette. A városrész új utcái 1977-ben kapták mai elnevezésüket. Jóllehet az utcák vonala ki van jelölve, és e vonalakat térképek is feltüntetik, az utcák egy része még ma sincs beépítve. A telkek megvétele és beépítése folyamatos, azzal az egy kikötéssel, hogy csakis kétszintes házak épülhetnek, ez az egységes városképet hivatott szolgálni. 1990-ben a terület rendezési tervét részben módosították, a Sarló utca megszűnt, a Sarló utca nevet az egyik köz kapta.
Bankfalu mellett található a régi Félegyháza Árpád-kori templomának romja, amit domb rejt. A templomnak már csak egy fala van meg, köveit a 18. században újratelepülők elhordták, abból építették meg a Sarlós Boldogasszony-templomot. Itt volt a régi Félegyháza temetője is. A dombon ásatást végzett többek között Móra Ferenc. Újabb ásatásokat végeztek 2008 és 2009 nyarán, az előkerült leletek (övcsatok, veretek) a Kiskun Múzeumba kerültek.

## Utcái

### Alpári út
A városrész főutcája, annak keleti részén húzódik délnyugat-északkeleti irányban. A 4625-ös út része.

### Kőrösi út
A városrészből észak-északkelet felé kivezető útszakasz, a 4614-es út része. Neve arra utal, hogy a 4614-es út egészen Nagykőröstől vezet idáig, közel 40 kilométer hosszban, bár szakaszainak túlnyomó része a jelenlegi állapotában csak mezőgazdasági útként funkcionál.

### Pacsirta utca
A végén található a Templom-halom (domb). 10. Parakletos könyvesbolt.

### Tanyasori út
A városrész másik főutcája, annak nyugati részén húzódik délkelet-északnyugati irányban. A 4614-es út része.

### Zsinór utca
Zsinór utca volt a korábbi neve a mai Szent Imre herceg utcának, a mai Zsinór utca a Bankfalu nevű városrészben az Alpári utat köti össze a Kiskun utcával. Az 1912-ben kiparcellázott városrész szóban forgó utcája 1977-ben kapta nevét, a városi tanács végrehajtó bizottsága ugyanis takarékossági okokból a régi Zsinór utca utcanévtábláit megtartotta, és változtatás nélkül az új utcára helyeztette ki azokat. Az utca képe vegyes, erősen falusias.